# Peter Joannes Jacobs
Peter Joannes Jacobs (Belfeld, 28 december 1901 – 21 januari 1971) was een Nederlands politicus.
Hij werd geboren als zoon van Martinus Jacobs (1867-1940; landbouwer) en Petronella Driessen (1871-1938). In navolging van zijn vader was hij landbouwer. In 1943 was de NSB'er P.J.J. Beursgens burgemeester van Heel en Panheel geworden maar op 5 september 1944 (Dolle Dinsdag) verliet deze met medeneming van de brandweerauto de gemeente. De vooroorlogse burgemeester M.F. Houtackers keerde na de bevrijding in 1944 korte tijd terug als burgemeester waarna Jacobs daar benoemd werd als waarnemend burgemeester. Dat duurde tot 1946 toen er een nieuwe burgemeester benoemd werd. In 1947 werd Jacobs burgemeester van de gemeenten Herten en Linne. Hij ging in januari 1967 met pensioen en overleed begin 1971 op 69-jarige leeftijd.